# Société des mines de Villebœuf

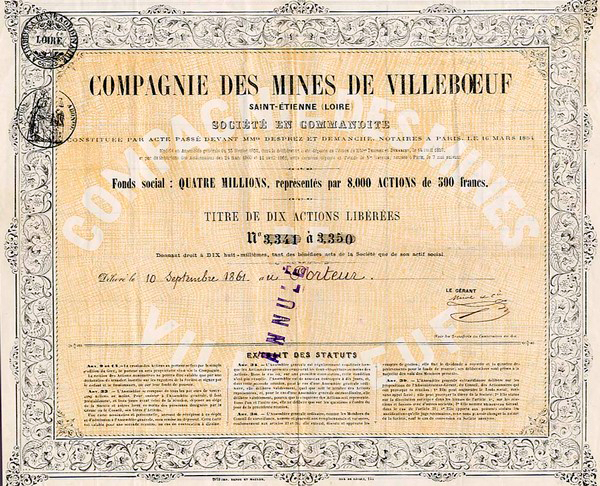
Action de la Compagnie de Villebœuf

Compagnie de mine du bassin houiller de la Loire, située sur la commune de Saint-Étienne, elle fut créée en 1824 et mise en liquidation judiciaire en 1928. Elle exploitait la concession de Villebœuf (212 hectares) à l'emplacement de l'actuel du Jardin des Plantes. Elle employait vers 1900, 542 ouvriers dont 376 mineurs de fond.
De taille modeste comparée à ses concurrentes, c'était la plus « urbaine » des compagnies du bassin, implantée à proximité immédiate de la ville dans un secteur alors en pleine mutation (Cours Fauriel, promenade de l'Heurton, avenue de la Libération). La proximité immédiate du quartier de l'armurerie, des équipements importants (lycée Claude-Fauriel, Hôpital de la Charité) conduisait le conseil municipal à s'opposer régulièrement à l'extension de son périmètre d'exploitation. Les nombreux litiges pour dégâts de surface entrainent sa faillite en 1928.
Depuis le 3 septembre 2007, Charbonnages de France a officiellement renoncé à la concession de Villebœuf (publication au Journal Officiel le 3 novembre 2007).

## Historique
La concession de Villebœuf fut attribuée par ordonnance royale du 04/11/1824 à Messieurs Pélissier et Molle.
Très rapidement, la dite concession va voir son champ d'exploitation potentiel diminuer sensiblement à la suite de la mise en place la même année de la ligne d'investison interdisant l'extraction du charbon sous la commune de Saint-Étienne afin de limiter les dégâts de surface. Seul le Préfet et le conseil municipal après consultation des propriétaires de surface pouvait alors octroyer des dérogations.
Entre 1830 et 1854, les travaux de fonçage du puits prennent du retard et l'extraction à proprement parler n'a pas commencé.
1861, mise en service du puits Pélissier.
1867, traçage d'une galerie de service entre les puits Ambroise et Pélissier.
Dès 1873, la Compagnie va régulièrement demander à exploiter les gisements importants situés sous la ville. Elle devra attendre 1896 pour obtenir une première dérogation sous une petite partie des marges communales.
7 juin 1886, 7 mineurs sont tués lors d'une fausse manœuvre avec la cage.
Le 19 juillet 1890, il fut le théâtre d'un important coup de poussier qui fit 113 morts. Cet événement tragique eut à l'époque un retentissement national (visite de l'écrivain et journaliste libertaire Séverine). Il va clore en quelque sorte la période des grandes catastrophes du bassin de la Loire.
En 1909, la société demande le droit d'exploiter l'ensemble de la concession. Ce sera un refus partiel. Elle ne sera autorisée qu'à exploiter les couches les plus profondes et elle sera contrainte à remblayer ses travaux en 1911.
1916, la colonne du puits Pélissier étant endommagée, la Compagnie est contrainte de foncer en nouveau puits d'extraction, le puits Didot.
1922, une nouvelle demande de dérogation à la limite de la ligne d'investison est rejetée. La même année, le puits Didot est mis en service, les puits Ambroise et Pélissier deviennent des puits de service.
1923, le puits de la Vogue est abandonné et les terrains sont vendus à Manufrance.
En 1925, elle est autorisée à effectuer des travaux de recherches à 300 m de la surface sous la ville entre Villebœuf et le Furan.
Régulièrement attaquée par les propriétaires pour des dégâts de surface la Compagnie se voit contrainte de verser des indemnités qui rendent rapidement l'activité de moins en moins rentable.
En 1928, avant la liquidation, elle produisait environ 140 000 t de charbon.

## Installations au jour
- Puits Pélissier : C'était au départ le puits d'extraction. Mais l'instabilité de la colonne du puits entraîna une réduction de sa largeur et obligea vers 1916 le remplacement d'une des deux cages par un contrepoids et il devient puits de service. Il atteignait 610 m de profondeur.

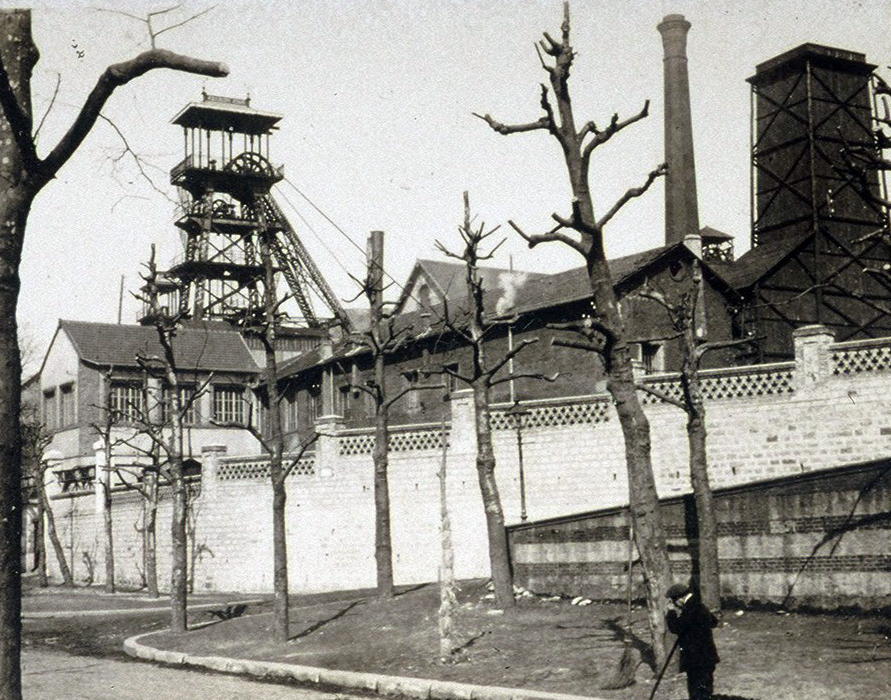
Le puits Pelissier à Saint-Étienne

- Puits Ambroise : puits d'extraction jusqu'à 1922, il ne conserve par la suite que la fonction de puits d'aérage.

Des traces restent visibles rue André Delorme (mur en maçonnerie et dépôt de stérils).
- Puits de la Vogue : il est assez excentré, situé en bordure du cours Fauriel à proximité immédiate de Manufrance. Profond de 520 m il est relié par une galerie à travers-banc au puits Ambroise vers 1878.

- Puits Didot : le plus moderne de l'exploitation foncé en 1916. Il assure dès 1922, l'extraction pour l'ensemble de l'exploitation.

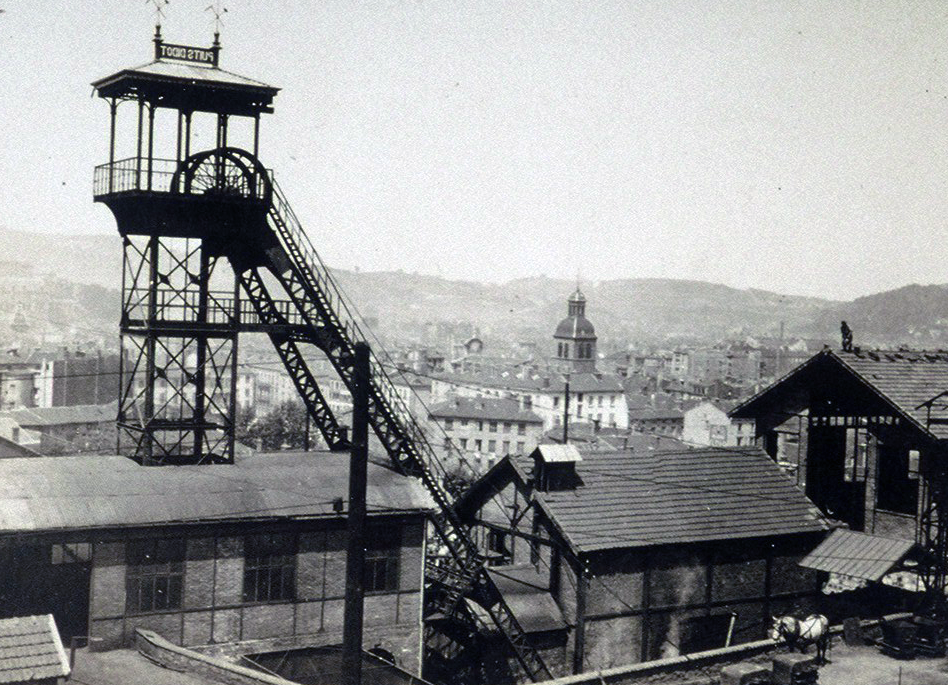
Puits Didot à Saint-Étienne

- Puits Guerin : c'était un puits de recherche qui permit de reconnaitre les différentes couches exploitables de la concession jusqu'au socle cristallin du bassin à 760 m sous la surface.

### Sources
- Bulletin des Amis du Vieux Saint-Étienne n°202, juillet 2001.
- J. Berthet, P. Etiévant et J. Sagnard, Les puits des Houillères de la Loire, éd. Alan Sutton, 2007.  (ISBN 978-2-84910-734-8)